# أبو يعقوب الشحام
أبو يعقوب يوسف بن عبيد الله الشحام البصري المفسر المعتزلي. صاحب أبي الهذيل العلاف، من أهل البصرة. انتهت اليه رئاسة المعتزلة بها في أيامه. وكان مشرف ديوان الخراج في أيام الواثق. وكان من أحذق الناس بالجدل.وعنه أخذ: أبو علي الجبائي، عاش ثمانين سنة وتوفي سنة 267 هـ.

## مؤلفاته
كتاب (الاستطاعة على المجبرة) ، وكتاب (الإرادة) ، وكتاب (كان ويكون) ، وكتاب (دلالة الاعراض).